# Humsjön, Västergötland
Humsjön är en sjö i Karlsborgs kommun i Västergötland och ingår i Motala ströms huvudavrinningsområde. Sjön har en area på 0,214 kvadratkilometer och ligger 129 m ö.h. Sjön avvattnas av vattendraget Lummån. Vid provfiske har bland annat abborre, gädda, mört och sarv fångats i sjön.

## Delavrinningsområde
Humsjön ingår i det delavrinningsområde (650282-142271) som SMHI kallar för Utloppet av Björklången. Avrinningsområdets medelhöjd är 147 m ö.h. och ytan är 15,31 kvadratkilometer. Det finns inga delavrinningsområden uppströms utan avrinningsområdet är högsta punkten. Lummån som avvattnar avrinningsområdet har biflödesordning 3, vilket innebär att vattnet flödar genom totalt 3 vattendrag innan det når havet efter 177 kilometer. Delavrinningsområdet består mestadels av skog (70 procent). Avrinningsområdet har 1,72 kvadratkilometer vattenytor vilket ger avrinningsområdet en sjöprocent på 11,2 procent.

## Fisk
Vid provfiske har följande fisk fångats i sjön:
- Abborre
- Gädda
- Mört
- Sarv
- Sutare